# マーク・エイブラハム
マーク・エイブラハム（Marc Abraham）は、アメリカ合衆国の映画プロデューサー、映画監督、脚本家である。『チアーズ!』や『スパイ・ゲーム』、『ラスト・エクソシズム』などを製作したことで知られている。

## 経歴
ケンタッキー州レキシントン出身。10代の頃、映画に心を奪われて、著作家や脚本家になることを夢見ていた。ヴァージニア大学を卒業した。
映画プロデューサーとして、1997年の『エアフォース・ワン』で商業的な成功を収めた。2008年、『幸せのきずな』で長編映画監督デビューを果たす。2015年、ハンク・ウィリアムズの伝記映画『アイ・ソー・ザ・ライト』を監督する。

## フィルモグラフィー

### 映画
- シュガー・ヒル Sugar Hill （1993年） - 製作総指揮
- プリンセス・カラブー Princess Caraboo （1994年） - 製作総指揮
- ケロッグ博士 The Road to Wellville （1994年） - 製作総指揮
- エアフォース・ワン Air Force One （1997年） - 製作総指揮
- シークレット/嵐の夜に A Thousand Acres （1997年） - 製作
- 不法執刀 Playing God （1997年） - 製作
- トリップ Trippin' （1999年） - 製作
- エンド・オブ・デイズ End of Days （1999年） - 製作総指揮
- ラブ・オブ・ザ・ゲーム For Love of the Game （1999年） - 製作総指揮
- 13デイズ Thirteen Days （2000年） - 製作総指揮
- チアーズ! Bring It On （2000年） - 製作
- 天使のくれた時間 The Family Man （2000年） - 製作
- スパイ・ゲーム Spy Game （2001年） - 製作
- エバーラスティング 時をさまようタック Tuck Everlasting （2002年） - 製作
- 卒業の朝 The Emperor's Club （2002年） - 製作
- ランダウン ロッキング・ザ・アマゾン The Rundown （2003年） - 製作
- ドーン・オブ・ザ・デッド Dawn of the Dead （2004年） - 製作
- スリザー Slither （2006年） - 製作総指揮
- プリズン・フリーク Let's Go to Prison （2006年） - 製作
- トゥモロー・ワールド Children of Men （2006年） - 製作
- 幸せのきずな Flash of Genius （2008年） - 監督
- ラスト・エクソシズム The Last Exorcism （2010年） - 製作
- TIME/タイム In Time （2011年） - 製作
- 遊星からの物体X ファーストコンタクト The Thing （2011年） - 製作
- アイアン・フィスト The Man with the Iron Fists （2012年） - 製作
- ラスト・エクソシズム2 悪魔の寵愛 The Last Exorcism Part II （2013年） - 製作
- ロボコップ RoboCop （2014年） - 製作
- アイ・ソー・ザ・ライト I Saw the Light （2015年） - 監督・脚本・製作
- アイアン・フィスト2 The Man with the Iron Fists 2 （2015年） - 製作